# Estatística de Kaniadakis
A estatística de Kaniadakis (também conhecida como estatística κ) é uma generalização estatística baseada em uma nova entropia, nomeada entropia de Kaniadakis (ou entropia κ), desenvolvida pelo engenheiro greco-italiano Giorgio Kaniadakis em 2001, que surgiu como uma generalização relativística da entropia Boltzmann-Shannon.
A partir da otimização da entropia de Kaniadakis, é possível derivar uma coleção de distribuições de probabilidade consideradas as candidatas mais viáveis para explicar as distribuições estatísticas de cauda de lei de potência, observadas experimentalmente em vários sistemas complexos físicos, naturais e artificiais. Além disso, a estatística de Kaniadakis é amplamente utilizada no meio científico em diversas outras aplicações como física de reatores, geofísica e astrofísica.

## Formalismo matemático
O formalismo matemático da estatística κ de Kaniadakis é gerado por funções κ-deformadas, especialmente a função κ-exponencial.

### Função κ-exponencial

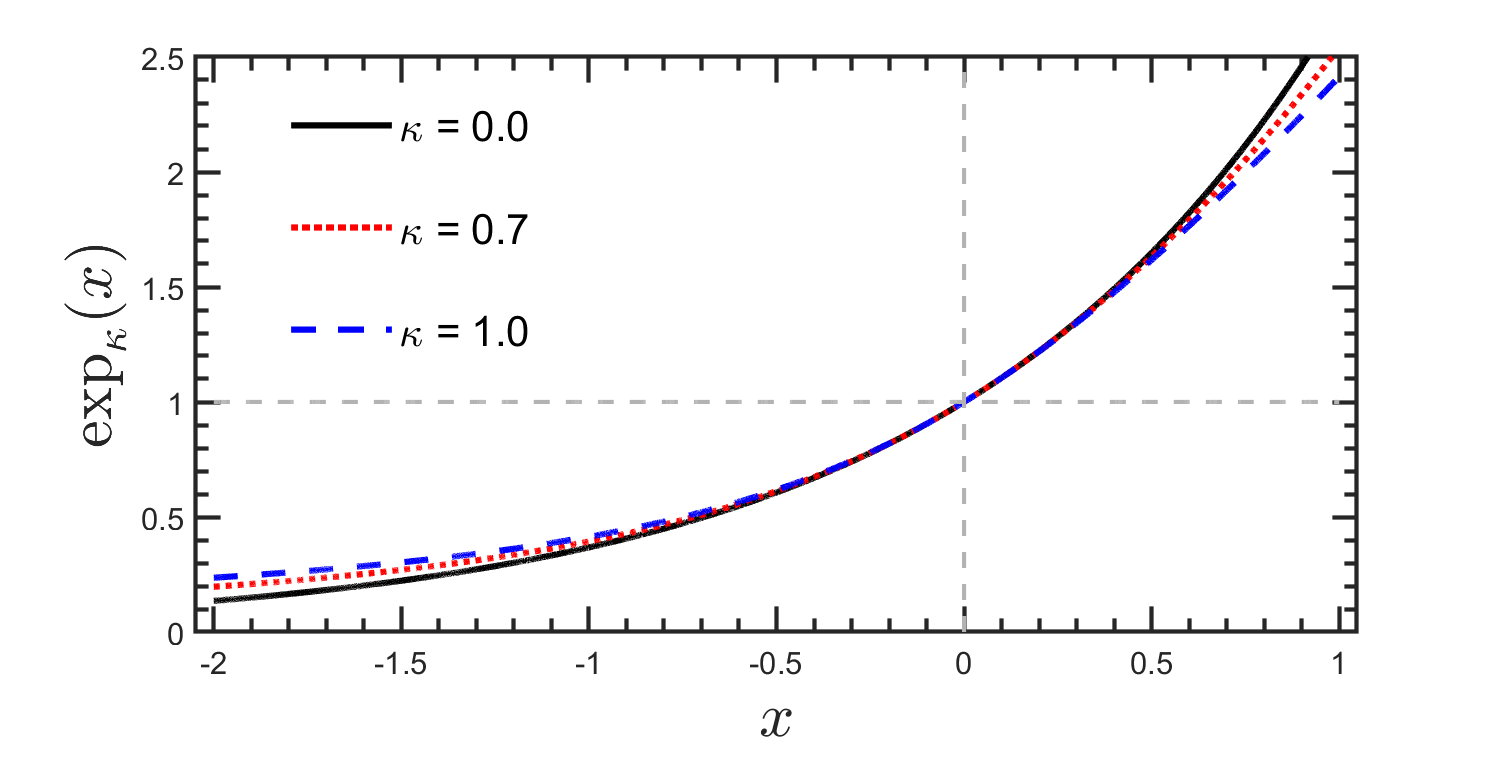
Gráfico da função κ-exponencial para três valores diferentes de κ. A curva preta sólida correspondente à função exponencial ordinária

A exponencial de Kaniadakis (ou κ-exponencial) é uma generalização de um parâmetro da função exponencial ordinária, dada por:
{\displaystyle \exp _{\kappa }(x)={\begin{cases}{\Big (}{\sqrt {1+\kappa ^{2}x^{2}}}+\kappa x{\Big )}^{\frac {1}{\kappa }}&{\text{se }}0<\kappa <1.\\[6pt]\exp(x)&{\text{se }}\kappa =0,\\[8pt]\end{cases}}}
com {\displaystyle \exp _{-\kappa }(x)=\exp _{\kappa }(x)}.
O κ-exponencial para {\displaystyle 0<\kappa <1} também pode ser escrito na forma:
{\displaystyle \exp _{\kappa }(x)=\exp {\Bigg (}{\frac {1}{\kappa }}{\text{arcsenh}}(\kappa x){\Bigg )}.}

Os primeiros cinco termos da expansão de Taylor de {\displaystyle \exp _{\kappa }(x)} são dados por:
{\displaystyle \exp _{\kappa }(x)=1+x+{\frac {x^{2}}{2}}+(1-\kappa ^{2}){\frac {x^{3}}{3!}}+(1-4\kappa ^{2}){\frac {x^{4}}{4!}}+\cdots }
onde os três primeiros são os mesmos da função exponencial ordinária.
Propriedades básicas
A função exponencial κ, como a exponencial ordinária, tem as seguintes propriedades:
{\displaystyle \exp _{\kappa }(x)\in \mathbb {C} ^{\infty }(\mathbb {R} )}
{\displaystyle {\frac {d}{dx}}\exp _{\kappa }(x)>0}
{\displaystyle {\frac {d^{2}}{dx^{2}}}\exp _{\kappa }(x)>0}
{\displaystyle \exp _{\kappa }(-\infty )=0^{+}}
{\displaystyle \exp _{\kappa }(0)=1}
{\displaystyle \exp _{\kappa }(+\infty )=+\infty }
{\displaystyle \exp _{\kappa }(x)\exp _{\kappa }(-x)=-1}
Além disso, para um número real {\displaystyle r}, o κ-exponencial tem a propriedade:
{\displaystyle {\Big [}\exp _{\kappa }(x){\Big ]}^{r}=\exp _{\kappa /r}(rx)}.

### Função κ-logaritmo

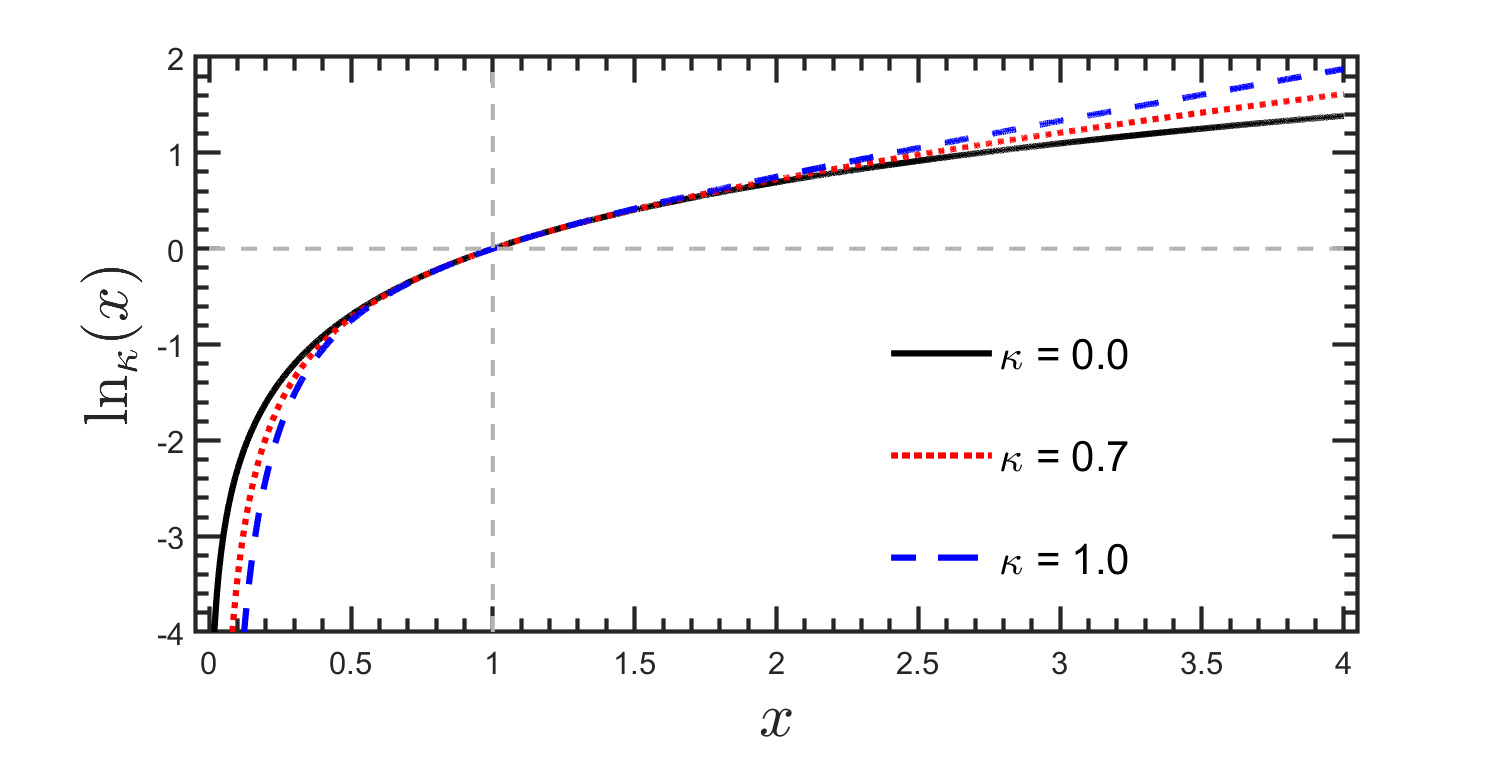
Plot of the κ-logarithmic function for three different κ-values. The solid black curve corresponding to the ordinary logarithmic function.

O logaritmo de Kaniadakis (ou κ-logaritmo) é uma generalização relativística de um parâmetro da função logarítmica ordinária,  
{\displaystyle \ln _{\kappa }(x)={\begin{cases}{\frac {x^{\kappa }-x^{-\kappa }}{2\kappa }}&{\text{se }}0<\kappa <1,\\[8pt]\ln(x)&{\text{se }}\kappa =0,\\[8pt]\end{cases}}}
com {\displaystyle \ln _{-\kappa }(x)=\ln _{\kappa }(x)}, a função inversa do exponencial κ: 
{\displaystyle \ln _{\kappa }{\Big (}\exp _{\kappa }(x){\Big )}=\exp _{\kappa }{\Big (}\ln _{\kappa }(x){\Big )}=x.}
O logaritmo κ para {\displaystyle 0<\kappa <1} também pode ser escrito na forma:
{\displaystyle \ln _{\kappa }(x)={\frac {1}{\kappa }}\sinh {\Big (}\kappa \ln(x){\Big )}}
Os primeiros cinco termos da expansão de Taylor de {\displaystyle \ln _{\kappa }(x)} são dados por:
{\displaystyle \ln _{\kappa }(1+x)=x-{\frac {x^{2}}{2}}+\left(1+{\frac {\kappa ^{2}}{2}}\right){\frac {x^{3}}{3}}-\cdots }
seguindo a regra 
{\displaystyle \ln _{\kappa }(1+x)=\sum _{n=1}^{\infty }b_{n}(\kappa )\,(-1)^{n-1}\,{\frac {x^{n}}{n}}}
com {\displaystyle b_{1}(\kappa )=1}, e 
{\displaystyle b_{n}(\kappa )(x)={\begin{cases}1&{\text{se }}n=1,\\[8pt]{\frac {1}{2}}{\Big (}1-\kappa {\Big )}{\Big (}1-{\frac {\kappa }{2}}{\Big )}...{\Big (}1-{\frac {\kappa }{n-1}}{\Big )},\,+\,{\frac {1}{2}}{\Big (}1+\kappa {\Big )}{\Big (}1+{\frac {\kappa }{2}}{\Big )}...{\Big (}1+{\frac {\kappa }{n-1}}{\Big )}&{\text{para }}n>1,\\[8pt]\end{cases}}}
onde {\displaystyle b_{n}(0)=1} e {\displaystyle b_{n}(-\kappa )=b_{n}(\kappa )}. Os dois primeiros termos da expansão de Taylor de {\displaystyle \ln _{\kappa }(x)} são os mesmos da função logarítmica comum.
Propriedades básicas
A função κ-logaritmo, como o logaritmo comum, tem as seguintes propriedades:
{\displaystyle \ln _{\kappa }(x)\in \mathbb {C} ^{\infty }(\mathbb {R} ^{+})}
{\displaystyle {\frac {d}{dx}}\ln _{\kappa }(x)>0}
{\displaystyle {\frac {d^{2}}{dx^{2}}}\ln _{\kappa }(x)<0}
{\displaystyle \ln _{\kappa }(0^{+})=-\infty }
{\displaystyle \ln _{\kappa }(1)=0}
{\displaystyle \ln _{\kappa }(+\infty )=+\infty }
{\displaystyle \ln _{\kappa }(1/x)=-\ln _{\kappa }(x)}
Além disso, para um número real {\displaystyle r}, o κ-logaritmo tem a propriedade:
{\displaystyle \ln _{\kappa }(x^{r})=r\ln _{r\kappa }(x)}

### κ-Álgebra

#### κ-soma
Para qualquer {\displaystyle x,y\in \mathbb {R} } e{\displaystyle |\kappa |<1}, a soma de Kaniadakis (ou κ-soma) é definida pela seguinte lei de composição:  
{\displaystyle x{\stackrel {\kappa }{\oplus }}y=x{\sqrt {1+\kappa ^{2}y^{2}}}+y{\sqrt {1+\kappa ^{2}x^{2}}}},
que também pode ser escrito na forma:
{\displaystyle x{\stackrel {\kappa }{\oplus }}y={1 \over \kappa }\,{\rm {senh}}\left({\rm {arcsenh}}\,(\kappa x)\,+\,{\rm {arcsenh}}\,(\kappa y)\,\right)},
onde a soma ordinária é um caso particular no limite clássico {\displaystyle \kappa \rightarrow 0}: {\displaystyle x{\stackrel {0}{\oplus }}y=x+y}.   
A κ-soma, como a soma ordinária, tem as seguintes propriedades:
{\displaystyle {\text{1. associatividade:}}\quad (x{\stackrel {\kappa }{\oplus }}y){\stackrel {\kappa }{\oplus }}z=x{\stackrel {\kappa }{\oplus }}(y{\stackrel {\kappa }{\oplus }}z)}
{\displaystyle {\text{2. elemento neutro:}}\quad x{\stackrel {\kappa }{\oplus }}0=0{\stackrel {\kappa }{\oplus }}x=x}
{\displaystyle {\text{3. elemento oposto:}}\quad x{\stackrel {\kappa }{\oplus }}(-x)=(-x){\stackrel {\kappa }{\oplus }}x=0}
{\displaystyle {\text{4. comutatividade:}}\quad x{\stackrel {\kappa }{\oplus }}y=y{\stackrel {\kappa }{\oplus }}x}
A κ-diferença {\displaystyle {\stackrel {\kappa }{\ominus }}} é dada por {\displaystyle x{\stackrel {\kappa }{\ominus }}y=x{\stackrel {\kappa }{\oplus }}(-y)}.
A propriedade fundamental {\displaystyle \exp _{\kappa }(-x)\exp _{\kappa }(x)=1} surge como um caso especial da expressão mais geral abaixo:{\displaystyle \exp _{\kappa }(x)\exp _{\kappa }(y)=exp_{\kappa }(x{\stackrel {\kappa }{\oplus }}y)}
Além disso, as κ-funções e a κ-soma apresentam as seguintes relações:
{\displaystyle \ln _{\kappa }(x\,y)=\ln _{\kappa }(x){\stackrel {\kappa }{\oplus }}\ln _{\kappa }(y)}

## A distribuição de Kaniadakis
A distribuição de Kaniadakis pode ser considerada uma estatística não gaussiana ou ainda uma estatística quase Maxwelliana, pois é baseada numa generalização do teorema-H de Boltzmann, sendo dependente do parâmetro κ que mostra o desvio do sistema em questão de um comportamento gaussiano. Essa distribuição é baseada numa função exponencial deformada exp{κ}(x) que obedece a seguinte condição:
{\displaystyle \exp _{\kappa }(x)\,\exp _{\kappa }(-x)=1}
A função exponencial considerando a estatística de Kaniadakis é dada pela seguinte equação:
{\displaystyle exp_{\kappa }(x)=({\sqrt {1+\kappa ^{2}x^{2}}}+\kappa x)^{\frac {1}{\kappa }}}

## Física de reatores
Considerando a função exponencial, a distribuição κ pode ser escrita como:
{\displaystyle f_{\kappa }(V,T)=A_{\kappa }\,\exp _{\kappa }{\Bigg (}-{MV^{2} \over 2K_{B}T}{\Bigg )}}
onde:
- {\displaystyle A_{\kappa }=\left({\frac {|\kappa |M}{\pi K_{B}T}}\right)^{\left({\frac {1}{\kappa }}\right)}{\Bigg (}1+{1 \over 2}(n|\kappa |){\Bigg )}{\Bigg (}{{\Gamma {\Big (}{1 \over 2|\kappa |}+{n \over 4}{\Big )}} \over {\Gamma {\Big (}{1 \over 2|\kappa |}-{n \over 4}{\Big )}}}{\Bigg )}}
- {\displaystyle K_{B}} é a Constante de Boltzmann.
- T é a temperatura do meio.
- V é a velocidade do núcleo alvo.
- M é a massa do núcleo alvo.
- n é a dimensão do sistema.

Quando o parâmetro κ tende a zero, a função {\displaystyle f_{\kappa }(V,T)} retorna à distribuição de Maxwell-Boltzmann, dada por:
{\displaystyle f(V,T)={\Bigg (}{M \over 2\pi K_{B}T}{\Bigg )}\,\exp {\Bigg (}-{MV^{2} \over 2K_{B}T}{\Bigg )}}

## Aplicações
A estatística deformada κ pode ser aplicada em diversas áreas, tais como:
- Estudo do alargamento Doppler em reatores nucleares;[15][14]
- Estudo do comportamento de aglomerado abertos;[16]
- Plasma;[17]
- Neutrinos solares;[17]
- Bremsstrahlung;[17]
- Cosmologia.[17]